# MVP mistrzostw Afryki w koszykówce kobiet
MVP mistrzostw Afryki w koszykówce kobiet – nagroda przyznawana najbardziej wartościowej zawodniczce mistrzostw Afryki w koszykówce kobiet.

## Laureatki
|                 | oznacza zawodniczkę, której zespół wygrał turniej w tym samym roku |
|                 | oznacza członkinię FIBA Hall of Fame                               |
|                 | oznacza nadal aktywną zawodniczkę                                  |
| Zawodniczka (X) | oznacza kolejną nagrodę, przyznaną tej samej zawodniczce           |
| Zespół (X)      | oznacza zespół, którego zawodniczka zdobyła po raz kolejny nagrodę |

| Rok  | Zawodniczka            | Pozycja    | Zespół   | Przyp. |
| ---- | ---------------------- | ---------- | -------- | ------ |
| 1966 | Ndeye Salla Kane       | –          | Senegal  |        |
| 1974 | Rokhaya Pouye          | –          | Senegal  |        |
| 1977 | Kankou Koulibaly       | –          | Senegal  |        |
| 1981 | Fatou Kiné N'Diaye     | Skrzydłowa | Senegal  |        |
| 1983 | Longanza Kamimbaya     | –          | Zair     |        |
| 1984 | Aminata Diagne         | –          | Senegal  |        |
| 1986 | Kasala Kamanga         | Obrońca    | Zair     |        |
| 1990 | Anne Marie Dioh        | Skrzydłowa | Senegal  |        |
| 1993 | Mame Maty Mbengue      | Środkowa   | Senegal  |        |
| 1994 | Mwadi Mabika           | Obrońca    | Zair     |        |
| 1997 | Mame Maty Mbengue (2)  | Środkowa   | Senegal  |        |
| 2000 | Mame Maty Mbengue (3)  | Środkowa   | Senegal  |        |
| 2003 | Deolinda Ngulela       | Obrońca    | Mozambik |        |
| 2005 | Mfon Udoka             | Skrzydłowa | Nigeria  |        |
| 2007 | Hamchétou Maïga        | Skrzydłowa | Mali     | [ 1 ]  |
| 2009 | Aya Traoré             | Skrzydłowa | Senegal  | [ 2 ]  |
| 2011 | Nacissela Maurício     | Skrzydłowa | Angola   | [ 3 ]  |
| 2013 | Nacissela Maurício (2) | Skrzydłowa | Angola   | [ 3 ]  |
| 2015 | Aya Traoré (2)         | Skrzydłowa | Senegal  | [ 4 ]  |
| 2017 | Astou Traoré           | Skrzydłowa | Senegal  | [ 5 ]  |
| 2019 | Ezinne Kalu            | Obrońca    | Nigeria  | [ 6 ]  |